# Frank Gordon Dobson
Frank Gordon Dobson (York, 15 de março de 1940 - Reino Unido, 11 de novembro de 2019) foi um político do Partido Trabalhista britânico. Dobson era membro do Parlamento Europeu para o círculo eleitoral de Londres de Holborn e St. Pancras. Ele serviu como secretário de Estado da Saúde de 1997 a 1999, e foi o candidato oficial do Partido Trabalhista para prefeito de Londres, em 2000 (ele terminou em terceira na eleição atrás de Ken Livingstone e Steven Norris). Dobson morreu no dia 11 de novembro de 2019 aos 79 anos.